# DJ Delorie
DJ Delorie je americký softwarový vývojář. Zavedl a udržuje projekt DJGPP, velmi úspěšný, svobodný port GNU C/C++ kompilátor a vývojový balík, se zaměřením na počítače běžící na MS-DOSu nebo na DOSových terminálech pod Microsoft Windows.
DJ je jeho skutečné jméno, nejedná se o žádný akronym křestního a prostředního jména.
Také vyvinul Harry Eaton "pcb" (dříve Thomas Nau "pcb") - open source výkresový editor desky plošných spojů. pcb můžete mít jako samostatnou aplikaci nebo jako součást gEDA.